# Deerhunter
Deerhunter est un groupe de rock expérimental américain, originaire d'Atlanta et formé en 2001.

## Biographie
Le groupe est concentré autour du chanteur-guitariste Bradford Cox, avec qui Moses Archuleta (batterie, claviers) l'a cofondé. Il est également composé de Colin Mee et Lockett Pundt (guitares), ainsi que Josh Fauver (basse).
Leur style musical, d'abord inspiré du punk, du garage rock et du noise rock avec leur premier album homonyme sorti en 2005 s'est ensuite tournée vers des influences plus larges et maîtrisées (post-punk, ambient, rock psychédélique) sur Cryptograms en 2007, lequel se distingue par sa construction en deux faces : une expérimentale et ambient, l'autre pop et psychée. Il est suivi quelques mois plus tard d'un EP Fluorescent Grey, enregistré pendant le mixage du précédent, et qui fait la part belle à ce versant pop et psyché du groupe.
En août 2007, le guitariste Colin Mee quitte le groupe, en raison d'une certaine surexposition qu'il estime déplacée (alimentée entre autres par le blog de Deerhunter et le site musical Pitchfork, qui n'a de cesse d'orchestrer une certaine frénésie quant à leurs faits et gestes). Mee est remplacé par Whitney Petty en mai 2008, à l'occasion d'une tournée où le groupe commence à jouer son troisième album Microcastle. Celui-ci ayant notamment subi une fuite sur internet (plus ou moins six mois d'attente jusqu'à sa parution physique, le 28 octobre 2008), il sera doté d'un deuxième disque intitulé Weird Era Cont., contenant les maquettes de ce qui aurait ressemblé à un futur album en préparation.
Microcastle confirme l'orientation pop prise par Deerhunter, en dévoilant probablement leurs chansons les plus apaisées musicalement (concentrés de shoegazing et de dream pop), mais toujours traversées par les angoisses de Bradford Cox, leader dont on peut également entendre les obsessions sur son projet solo Atlas Sound, qui a publié trois albums : Let The Blind Lead Those Who Can See But Cannot Feel en février 2008, Logos en octobre 2009 et enfin Parallax en novembre 2011. Le guitariste publie des disques sous le nom de Lotus Plaza.
Le groupe publie Halcyon Digest en 2010. Un album, intitulé Monomania, sort le 6 mai 2013; il est enregistré au Rare Book Room Studio de  Brooklyn avec le producteur Nicolas Vernhes. Sur ce disque Josh Fauver cède sa place de bassiste à Josh McKay.
Fading frontier sort le 16 octobre 2015. On retrouve sur ce disque des participations de membre de Broadcast et Stereolab. C'est aussi le premier album sur lequel Bradford Cox et Lockett Pundt chantent ensemble sur un titre.
En 2018 le groupe part en tournée et publie en édition limitée une cassette baptisée Double Dream of Spring prélude à la sortie d'un nouveau disque qui doit être produit par Cate Le Bon (en),. En 2019 sort l'album Why Hasn’t Everything Already Disappeared? dans lequel la musique, douce et pop, rappelle Halcyon Digest.

## Formation
| Membres actuels - Bradford Cox – chant, guitare, percussion, clavier, électronique (depuis 2001) - Moses Archuleta – batterie, percussion, électronique (depuis 2001) - Lockett Pundt – guitare, chant, clavier (depuis 2005) - Josh McKay – basse, orgue (depuis 2013) - Javier Morales – clavier, saxophone (depuis 2016) | Anciens membres - Rhasaan Manning – percussion (2016–2017) - Frankie Broyles – guitare (2012-2014) - Josh Fauver – basse (2004-2012) - Whitney Petty – guitare (2008-2009) - Colin Mee – guitare (2001-2007, 2007-2008) - Justin Bosworth – basse (2001–2004) - Paul Harper – basse (2001) - Dan Walton – batterie (2001) |